# Anthony Joseph Drexel Biddle
Anthony Joseph Drexel Biddle (ur. 17 grudnia 1897 w Filadelfii, zm. 13 listopada 1961 w Waszyngtonie) – amerykański polityk i dyplomata, ambasador Stanów Zjednoczonych w Polsce w latach 1937-1943.

## Życiorys
Biddle był synem multimilionera Anthony’ego Josepha Drexela Biddle’a I i Cordelii Rundell Bradley. Urodził się w Filadelfii w amerykańskim stanie Pensylwania.
Podczas I wojny światowej był żołnierzem Korpusu Piechoty Morskiej Stanów Zjednoczonych. W 1915 poślubił dziedziczkę fortuny tytoniowej Mary Lillian Duke Biddle, z którą rozwiódł się w 1931. Z nieudanego małżeństwa Biddle miał troje dzieci: Mary Duke Biddle Trent Semans, Margaret Biddle oraz Nicholasa Duke’a Biddle’a. Najmłodszy syn Nicolas nazywał się najpierw Anthony Joseph Drexel Biddle III. Po rozwodzie jego imię zmieniła na Nicolas matka.
Drugą żoną została w 1931 Margaret Thompson Schulze, córka magnata górniczego Williama Boyce’a Thompsona. Z drugiego małżeństwa Biddle miał syna Anthony’ego Josepha Drexela Biddle’a III, który umarł przy porodzie. Jego przyrodnim rodzeństwem były dzieci Margaret z jej pierwszego małżeństwa: Margaret Boyce Schulze and Theodore Schulze Jr.
Trzeci raz Biddle wstąpił w związek małżeński w 1946. Jego nową wybranką była Margaret Atkinson Loughborough, była żona Williama Ellery’ego Loughborougha.
Biddle pełnił funkcję wysłannika Stanów Zjednoczonych Ameryki (ang. U.S. Minister) w Norwegii (1935-1937 oraz 1941-1942), Holandii (1941-1942), Jugosławii (1941), Czechosłowacji (1941-1943) oraz Grecji (1941-1942). Był również ambasadorem w Polsce (1937-1943), Belgii (1941-1943), Holandii (1942-1943), Norwegii (1942-1943), Jugosławii (1942), Grecji (1942-1943), Czechosłowacji (1943) i w Hiszpanii (1961). W czasie II wojny światowej wraz z rządem polskim opuścił teren okupowanej Rzeczypospolitej, udając się do Francji, gdzie przebywał od 1939 do 1940, a następnie do Anglii, gdzie przybył 14 marca 1941. Londyn opuścił 1 grudnia 1943 – oficjalny koniec służby jako ambasadora Stanów Zjednoczonych w Polsce.
W roku 1960 George Frazier uznał Biddle’a najlepiej ubranym mężczyzną w Ameryce.
Biddle zmarł na atak serca w Walter Reed Army Medical Center w Waszyngtonie. Został pochowany na Narodowym Cmentarzu w Arlington. Upamiętniające Biddle’a cenotafium znajduje się na Woodlands Cemetery w Filadelfii.